# Jerónimo López Mozo
Jerónimo López Mozo (Gerona, España, 15 de mayo de 1942- Madrid, 19 de junio de 2024) fue un dramaturgo, crítico y ensayista español.
Fue ingeniero de profesión. Como autor teatral escribió un centenar piezas, la mayoría publicadas y representadas.

## Trayectoria y Teatro de la Memoria
Jerónimo López Mozo nació en Gerona en 1942, donde el padre fue mandado en castigo por haber sido fiel a la República durante la Guerra Civil. En su niñez se mudó con su familia a varias ciudades hasta quedarse en Madrid. Descubrió su vocación teatral durante la adolescencia a través de lecturas de autores como Chejov, Baroja, Juan Ramón Jiménez o Dostoyevski. Su primera obra, Los novios o la teoría de los números combinatorios (1964) fue estrenada en 1965 en el Teatro San Fernando por parte del TEU de Sevilla. Formó parte de la generación llamada Nuevo Teatro Español. Fue colaborador y miembro del consejo de redacción de numerosas revistas de teatro.
Formó parte activa en numerosas asociaciones culturales, grupos independientes y universitarios como TEU de Murcia, el Lebrijano, la Asociación de Autores de Teatro (AAT), la Asociación Española de Teatro para la Infancia y la Juventud (AETIJ), el Instituto Internacional del Teatro (IIT) o la Federación Nacional de Teatro Universitario, de la que fue miembro fundador en 1967.
Como dramaturgo, además de creaciones propias participó en creaciones colectivas y escribió obras en colaboración. La mayor parte de su obra temprana sufrió los rigores de la censura aunque algunas piezas fueron publicadas o llegaron a ser representadas por grupos que se arriesgaron a burlar los controles existentes.
Junto a Sanchis Sinisterra es considerado uno de los autores de la segunda mitad del siglo veinte que más ha defendido el uso de la palabra -del teatro de texto- en escena. Recibió un homenaje en la XIV Muestra de Teatro Español de Autores Contemporáneos en 2006.
Entre el período de 1987 y 2002 se publicaron varias obras dramáticas cuyo tema principal es el estudio de la problemática de la necesidad de recuperar la memoria de la guerra civil española, así como la incidencia de la dictadura franquista en la escritura de la memoria del pasado reciente de España.
El olvido está lleno de memoria, de Jerónimo López Mozo, publicada en 2002, son las obras se ha escogido y que representaron cinco escuelas teatrales principales en el panorama teatral español. Asimismo, se ha planteado la cuestión si se puede considerar las obras teatrales escogidas como obras teatrales posmodernas.
Jeronimo López Mozo ha redefinido conceptos claves que giran en torno a la memoria, es decir, cómo definen el recuerdo, el olvido, la memoria colectiva y la memoria histórica. Hay la crítica que dirigen dichos dramaturgos hacia la construcción de la historia oficial y su percepción de lo que es, según su modo de ver, la verdadera escritura de la historia del pasado reciente. 
El período 1967-1975 fue rico en experiencias. Trabajó activamente con grupos independientes y universitarios, entre ellos el TEU de Murcia, dirigido por César Oliva, y el Teatro Lebrijano, por Juan Bernabé. Participò en creaciones colectivas y escribío obras en colaboración. En una, El Fernando, participaron ocho autores. No abandonó, por ello, la creación individual. Resultado de esa labor fue Anarchia 36, a la que siguieron otros cinco textos. La mayor parte de lo producido hasta entonces sufrió los rigores de la censura, aunque  algunas piezas fueron publicadas o llegaron a ser representadas por grupos que se arriesgaron a burlar los controles existentes. La dificultad para llegar a lectores y espectadores se vio compensada, en parte, con la obtención de varios premios que supusieron un estímulo nada desdeñable. Premios como el Sitges, el Nacional para Autores Universitarios o el Carlos Arniches me animaron a no arrojar la toalla.

## Premios
- Premio Nacional para Autores Universitarios de 1968 por Collage occidental.
- Ganador del Premio Arniches en 1979 por Como reses, escrita junto con Luis Matilla.[9]
- XXVI Premio Tirso de Molina en 1996 por Ahlán.[10]
- Premio Nacional de Literatura Dramática en 1998 por Ahlán.[11]
- Medalla de la Asociación de Directores de Escena de España en 2005.
- Premio Iberoamericano de dramaturgia infantil y juvenil, 2009.[12]
- Premio a toda una carrera de la Federación Española de Teatro Universitario en 2022.

## Producción literaria

### Obras teatrales
- Los novios o la teoría de los números combinatorios (1964)
- El deicida (1965)
- Los sedientos (1965)
- La renuncia (1966)
- El testamento (1966)
- Moncho y Mimí (1967)
- Collage occidental (1967), Premio Nacional para Autores Universitarios de 1968.
- Blanco en quince tiempos (1967)
- Negro en quince tiempos (1967)
- El retorno (1968)
- Crap, fabrica de municiones (1968)
- Matadero solemne (1969)
- Guernica (1969)
- Maniquí (1970)
- La gota estéril (1970) en colaboración con Luis Matilla, Ángel García Pintado y Miguel Arrieta.
- Réquiem por los que nunca bajan y nunca suben (1970)
- Anarchia 36 (1971)
- ¡Es la guerra! (1971)
- El Fernando (1972), en colaboración con otros siete autores (José Arias Velasco, Ángel García Pintado, Manuel Martínez Mediero, Luis Matilda, Manuel Pérez Casaux, Luis Riaza y Germán Ubillos) y el Teatro Universitario de Murcia.
- El caserón (1972)
- Espectáculo Andalucía (1972)
- Los conquistadores (1973) en colaboración con Luis Matilla y Juan Margallo.
- Parece cosa de brujas (1973) en colaboración con Luis Matilla
- Los fabricantes de héroes se reúnen a comer (1975) en colaboración con Luis Matilla.
- Por venir (1975) creación colectiva del grupo Bojiganga.
- Comedia de la olla romana en que cuece su arte la lozana (1977)
- Como reses (1979) en colaboración con Luis Matilla. Premio Arniches en 1979.
- En busca del sexo perdido (1979)
- Compostela (1980)
- La flor del mal (1980)
- El paraíso. Perdido. De Gaucín (1981)
- La diva (1982)
- Bagaje (interior español) (1983)
- Viernes 29 de julio de 1983, de madrugada (1984). Publicada en la antología Tiempos muertos. Ed. La Avispa, 1985).
- La maleta de X (1984). Publicada en la antología Tiempos muertos. Ed. La Avispa, 1985).
- La viruela de la humanidad (1984). Publicada en la antología Tiempos muertos. Ed. La Avispa, 1985).
- Sociedad limitada, S.A. (1984). Publicada en la antología Tiempos muertos. Ed. La Avispa, 1985).
- El adiós sin ceremonia y las ceremonias del adiós (1984). Publicada en la antología Tiempos muertos. Ed. La Avispa, 1985).
- D.J. (1986).[13]
- Representación irregular de un poema visual de Joan Brossa (1986)
- Inauguración y clausura (apócrifas) del XIII Festival de teatro de Sitges (1986)
- Los personajes del drama (1987)
- A telón corrido (1988)
- Madrid-París (1988)
- Yo, maldita india (1988)
- La boda de media noche (1989)
- Eloídes (1990)
- La otra muerte de flor de otoño (1990)
- Objeto del deseo (1991)
- La misma historia, poco después (1992)
- Tartufo (1994), versión de la obra de Molière.
- Ahlán (1995), XXVI Premio Tirso de Molina en 1996. Premio Nacional de Literatura Dramática en 1998.
- Los ojos de Edipo (1996)
- El engaño a los ojos (1997)
- Combate de ciegos (1997)
- Haciendo memoria (1997)
- Menina Teresa (1998)
- La infanta de Velázquez (1999)
- El arquitecto y el relojero (1999)
- Puerta metálica con violín (2000)
- Hijos de hybris (2001)
- Ella se va (2001)
- Cinco variaciones para una acción teatral (2001)
- El olvido está lleno de memoria (2002)
- Las raíces cortadas (2003)[14]
- María Galiana, el sueño de una noche de teatro (2003)
- Bajo los rascacielos (Manhattan cota -20) (2004)
- El escritor y su biógrafo (2004)
- Extraños en el tren/todos muertos (2004)
- En aquel lugar de La Mancha (2005)[15]
- Nuestros niños, nuestro futuro (2005)
- La verdad de los sueños (2006)
- El biógrafo amanuense (2006)
- Los Macbeth (2007)
- Puerta del sol. Un episodio nacional (2008)
- Craneo privilegiado (2008)
- El dramaturgo escribe una obra breve de encargo (2009)
- La bella durmiente (2010)
- El apuntador (2011)
- Discurso bufo en la plaza de san Pedro (2011)
- Cúpula Fortuny (2011)
- Aquel Fernando (2011)
- José Barbacana (2013)[16]
- El juego de los esclavos (2013)
- Nada nuevo bajo el sol (2015)
- Pedro de Urdemalas (2015)
- Un actor en busca de personaje (2016)
- Comedia de una tentativa (2016)
- Orden de alejamiento (2017)
- El in(v/f)ierno de Khaled Massoud, actor (2019)
- Quedarse en casa, una experiencia exótica (2020)
- Machu Picchu (2020)
- Diálogos de la espera (2020)
- El viajero varado (2020)
- ¡Que revienten los viejos! (2020)
- Camino a Extinción, donde la nada (2020)
- Aquellos viejos antifascistas (2021)
- Desde la valla (2022)
- Cuando se apague la luz, el silencio (2024)

### Relatos y cuentos
- El cazador (1973)
- La casa de las luces (1973)
- El pantano (1978)
- Quelonia del mediterráneo (1979)
- El secuestro del hijo de Juan Ruiz (1979)
- Retrato de familia en la estación de ferrocarril (1984)
- El día en que la infanta de Velázquez conoció a Tadeusz Kantor (1998)
- Un encuentro inesperado (1999)
- Cita en Sevilla (1999)
- Noche de perros (2001)
- El biógrafo amanuense (2004)

### Novela
- El happening de Madrid (1978)

### Ensayo
- Teatro de barrio/teatro campesino (apuntes) (1974)[17]
- La mano en el cajón (2011)

### Otros escritos
- Almería (apuntes de un viaje) (1965)
- Memoria de los jardines del Retiro (2007)
- A tal máscara tal cara (o viceversa) (2012)